# Palacio de Abdín
El Palacio de Abdín (en árabe: قصر عابدين; en inglés: Abdeen Palace; en francés: Palais d'Abdin) es un histórico palacio de El Cairo, y una de las residencias oficiales y el lugar de trabajo principal del Presidente de Egipto, que se encuentra por encima de la calle Qasr el-Nil, en el centro este de El Cairo, Egipto.
Construido en el sitio donde estaba una pequeña mansión propiedad de Abidin Bey, El palacio de Abdeen, que lleva su nombre, es considerado uno de los palacios más suntuosos del mundo en términos de sus adornos, pinturas, y gran número de relojes repartidos en los salones y las alas, la mayoría de las cuales están decorados con oro puro.
El palacio es hoy un museo, situado en el antiguo barrio de El Cairo de Abdeen. Los pisos superiores (las antiguas residencias de la familia real) están reservadas para los dignatarios extranjeros. Los pisos inferiores contienen el Museo de la Plata, el Museo de Armas, el Museo de la Familia Real y el Museo Presidencial de regalos. Un nuevo museo, el Museo de Documentos Históricos, fue inaugurado en enero de 2005.

## Historia

### Antecedentes
Desde tiempos de Saladino, la residencia de los gobernantes de Egipto se había situado en la Ciudadela de El Cairo, donde eran formalmente recibidos otros gobernantes extranjeros, visitantes o embajadores. No obstante, con frecuencia, palacios con amplios jardines fueron edificados en otras parte de El Cairo, fuera de los muros de la ciudadela. A lo largo del siglo XIX, el fin de la casta guerrera de los mamelucos y los avances en artillería, así como la voluntad de emular los grandes palacios europeas y de convertir El Cairo en un ciudad moderna como París, fomentaron el definitivo abandono de la vieja ciudadela, y el traslado de la residencia oficial del jedive de Egipto al palacio de Abdín en 1872.

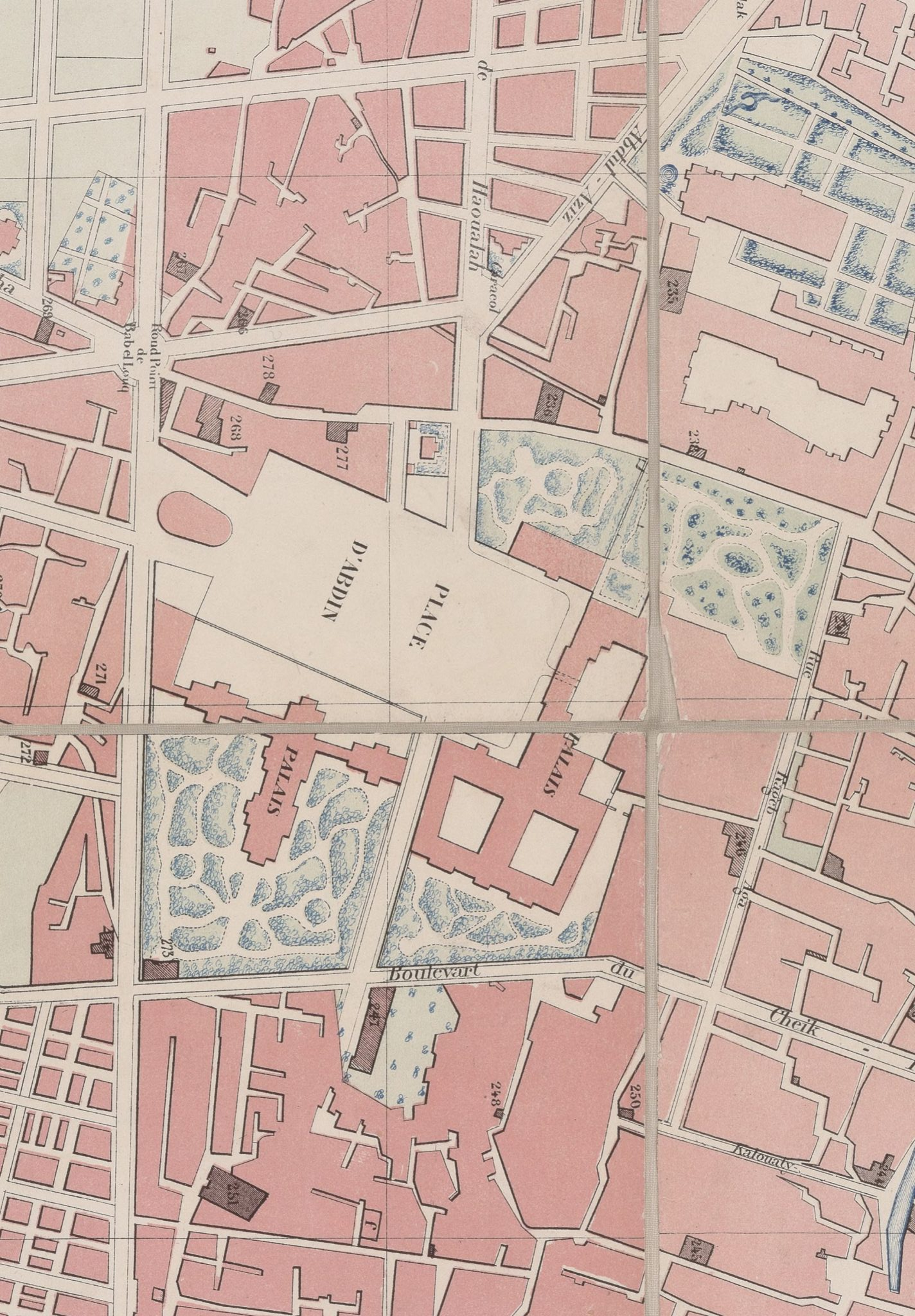
El palacio de Abdín y sus alrededores en un mapa de 1874.

La nueva residencia jedival debía situarse al oeste de la ciudad antigua, en una vasta llanura que se extendía hasta el Nilo. En esa zona, el jedive Ismail Pachá edificaría los nuevos barrios regulares y grandes avenidas que debían imitar las de las capitales europeas. Justo en el límite entre el viejo Cairo y la nueva ciudad, decidió erigir su nuevo palacio, encima de las ruinas del palacio del bey Abdeen o Abidin, situado al lado de un lago que luego se rellenaría para formar una plaza. Durante el reinado de su tío Said Pachá (1854-1863), el joven Ismail ya había habitado la zona, y fue probablemente entonces cuando maduró la idea de edificar una palacio siguiendo los estándares europeos, cosa que ya habían hecho sus predecesores, Abbás I en Helmia y Said Pachá en Qasr Al-Nil (actual Plaza Tahrir).

### El palacio jedival (1863-1922)
Ismail empezó por adquirir una propiedad de 24 acres en la zona, que incluya viviendas, mezquitas, jardines y fincas, y el palacio del bey Abdeen fue adquirido gracias a un intercambio de tierras en las provincias. Aunque el palacio había sido encargado en 1863, las obras no empezaron hasta 1868, siendo terminadas en 1875, su dirección recayó en el ingeniero francés De Corel Rousseau. A pesar de su aspecto europeo, el palacio de Abdín se organizaba según como los palacios musulmanes tradicionales: en el sur había el Salamlek, la zona pública destinada a los hombres y a los negocios y audiencias; mientras que el ala norte era el Haramlek, la zona privada destinada a la familia y a las mujeres. Al oeste había una gran plaza a modo de cour d'honneur.

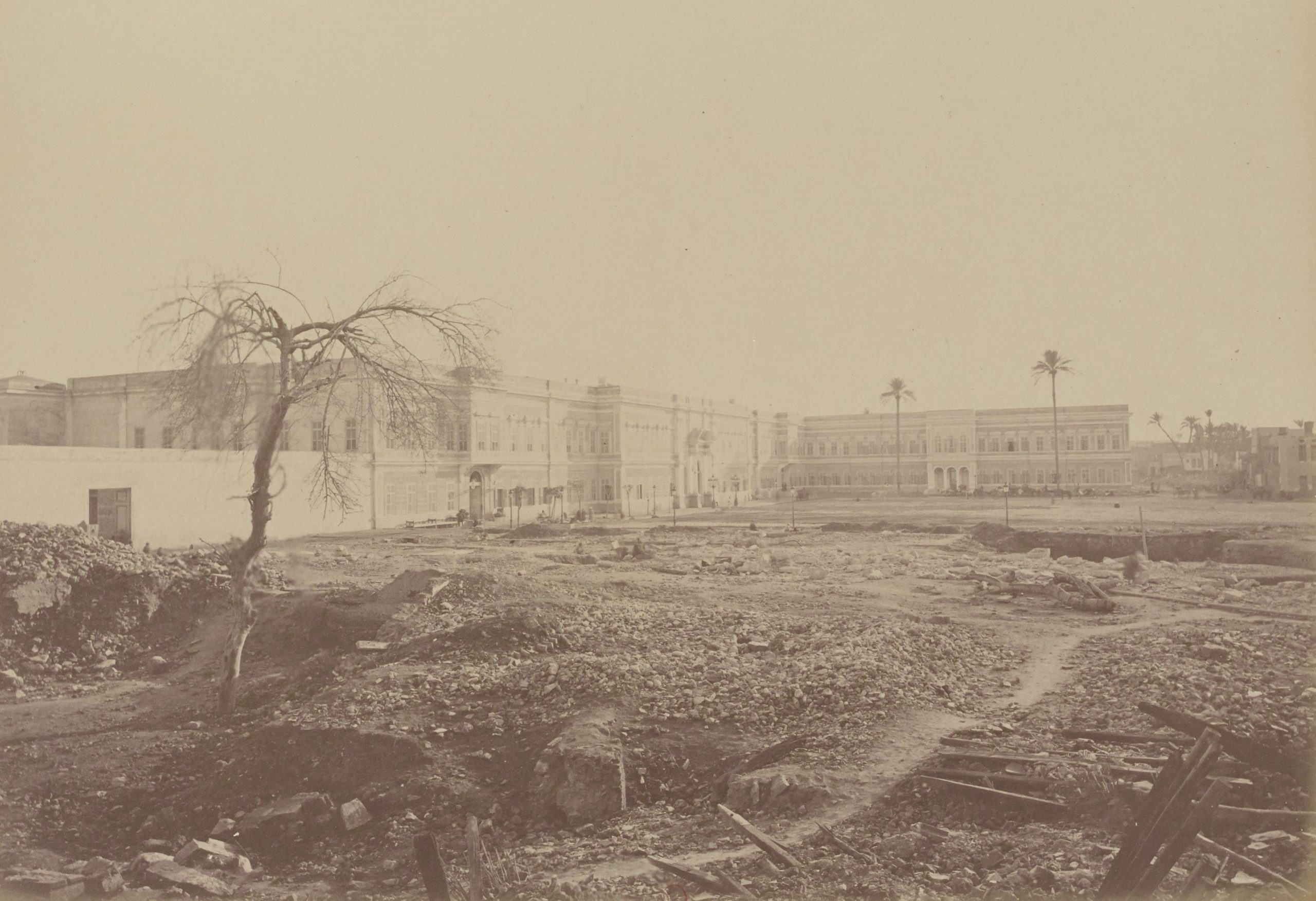
El palacio de Abdín poco después de su finalización.

En diciembre de 1872, el palacio de Abdín fue inaugurado con la boda de varios miembros de la familia del jedive. Seis años después, en 1879, Ismail Pachá firmó su abdicación en el palacio y partió al exilio a Nápoles, instalándose en la Villa Favorita, fue sucedido por su hijo Tewfik.
Una de las primeras decisiones del nuevo jedive Tewfik Pachá fue la nacionalización, en 1881, de sus tres residencias cairotas, los palacios de Abdín, Guiza y Gezira, que pasaron a ser propiedad del Estado y no propiedades personales de la familia. Su otra decisión de importancia fue el derribo de parte del ala este del palacio, destinada a alojamientos del séquito, con tal de crear un amplio jardín trasero. Paralelamente, la plaza del palacio fue escenario de varias manifestaciones en apoyo del militar nacionalista Ahmed Orabi, provocando la huida del jedive a Alejandría y la subsiguiente ocupación británica de Egipto en 1882.
En julio de 1891 un incendio destruyó gran parte del Haramlek y el jedive decidió ofrecer el proyecto de reconstrucción al célebre arquitecto vienés Karl von Hasenauer, que declinó la oferta. En su lugar, el también vienés Joseph Urban fue el responsable de una apresurada reconstrucción que duró ocho meses y movilizó a 2.800 obreros, tras su partida a Estados Unidos fue substituido por el griego Dimitri Fabricius. Paralelamente se decidió la ampliación del Salamlek con un nuevo salón de baile, un salón de banquetes y dos vestíbulos.
La renovación y el amueblamiento del palacio reconstruido corrió a cargo del siguiente jedive, Abbas Hilmi II, y fue supervisada por varios arquitectos europeos, que también realizaron la electrificación de los interiores del edificio. A partir de 1907, el arquitecto italiano Antonio Lasciac fue el responsable de modernizar la estructura del palacio, eliminando tejados y techumbres de madera, y de reformar la fachada principal en un estilo academicista más monumental.

### El palacio real (1922-1952)
La renovación más importante del palacio de Abdín llegó con el reinado de Fuad I (primer rey de Egipto desde 1922). Desde 1919, el arquitecto italiano Ernesto Verrucci fue el responsable de crear nuevos y suntuosos espacios y ampliar las alas del palacio hacia el jardín. En primer lugar, supervisó la finalización de los Museos de Palacio situados en la planta baja y empezados por su paisano Carlo Prampolini en 1918. A continuación reformó el Salamlek, renovando el Teatro en estilo barroco y el Gran Comedor con detalles próximos al Style Liberty, y añadió un gran Salón del Trono en estilo neomorisco o neomameluco. Por último, en 1929, Verrucci realizó dos nuevos y amplios aposentos para el rey y la reina cara al jardín oriental del palacio.
En 1936 a la muerte del rey Fuad I, Verrucci fue obligado a dimitir. Previamente, las autoridades británicas ya habían objetado contra él por ser italiano y por su cercanía con el monarca. El nuevo monarca Faruq I nombró al francés Georges Parcq arquitecto del palacio de Abdín, este llevaría a cabo transformaciones menores, como un nuevo pórtico de entrada y una piscina en el jardín.
En febrero de 1942, el palacio fue el escenario del importante "incidente de Abdín", cuando el embajador británico sir Miles Lampson rodeó el palacio con tropas y tanques para forzar a Faruq a abdicar si no nombraba un nuevo gobierno pro-aliado.